# Суклен
Сукле́н (фр. Souclin) — коммуна во Франции, находится в регионе Рона — Альпы. Департамент — Эн. Входит в состав кантона Ланьё. Округ коммуны — Белле.
Код INSEE коммуны — 01411.

## География
Коммуна расположена приблизительно в 410 км к юго-востоку от Парижа, в 50 км восточнее Лиона, в 40 км к югу от Бурк-ан-Бреса.
Около половины территории коммуны покрыто лесами.

## Климат
Климат полуконтинентальный с холодной зимой и тёплым летом. Дожди бывают нечасто, в основном летом.

## Население
Население коммуны на 2010 год составляло 261 человек.
| 1962 | 1968 | 1975 | 1982 | 1990 | 1999 | 2010 |
| ---- | ---- | ---- | ---- | ---- | ---- | ---- |
| 194  | 190  | 190  | 200  | 197  | 221  | 261  |

## Экономика
В 2010 году среди 159 человек трудоспособного возраста (15—64 лет) 119 были экономически активными, 40 — неактивными (показатель активности — 74,8 %, в 1999 году было 61,9 %). Из 119 активных жителей работали 113 человек (63 мужчины и 50 женщин), безработных было 6 (2 мужчин и 4 женщины). Среди 40 неактивных 8 человек были учениками или студентами, 13 — пенсионерами, 19 были неактивными по другим причинам.